# Route nationale 555
Die N555 war von 1933 bis 1973 eine französische Nationalstraße, die in drei Teilen zwischen der N208 im Tal der Verdon westlich des Berges Le Grand Coyer und der N7 bei Les Arcs verlief. Ihre Gesamtlänge betrug 88 Kilometer. Wegen des Stausees Lac de Castillon wurde sie im Tal der Verdon neu trassiert. 1978 wurde eine neue N555 gebildet, die 2006 abgestuft wurde:
- N 555 Draguignan - Trans-en-Provence
- N 557 Trans-en-Provence - N7